# Cypraecassis
Cypraecassis là một chi ốc biển từ trung bình tới lớn, là động vật thân mềm chân bụng sống ở biển trong họ Cassidae.

## Các loài
Các loài thuộc chi Cypraecassis bao gồm:
- Cypraecassis coarctica
- Cypraecassis rufa
- Cypraecassis tenuis
- Cypraecassis testiculus
  - Cypraecassis testiculus senegalica
- Cypraecassis wilmae Kreipl & Alf, 2000

## Hình ảnh

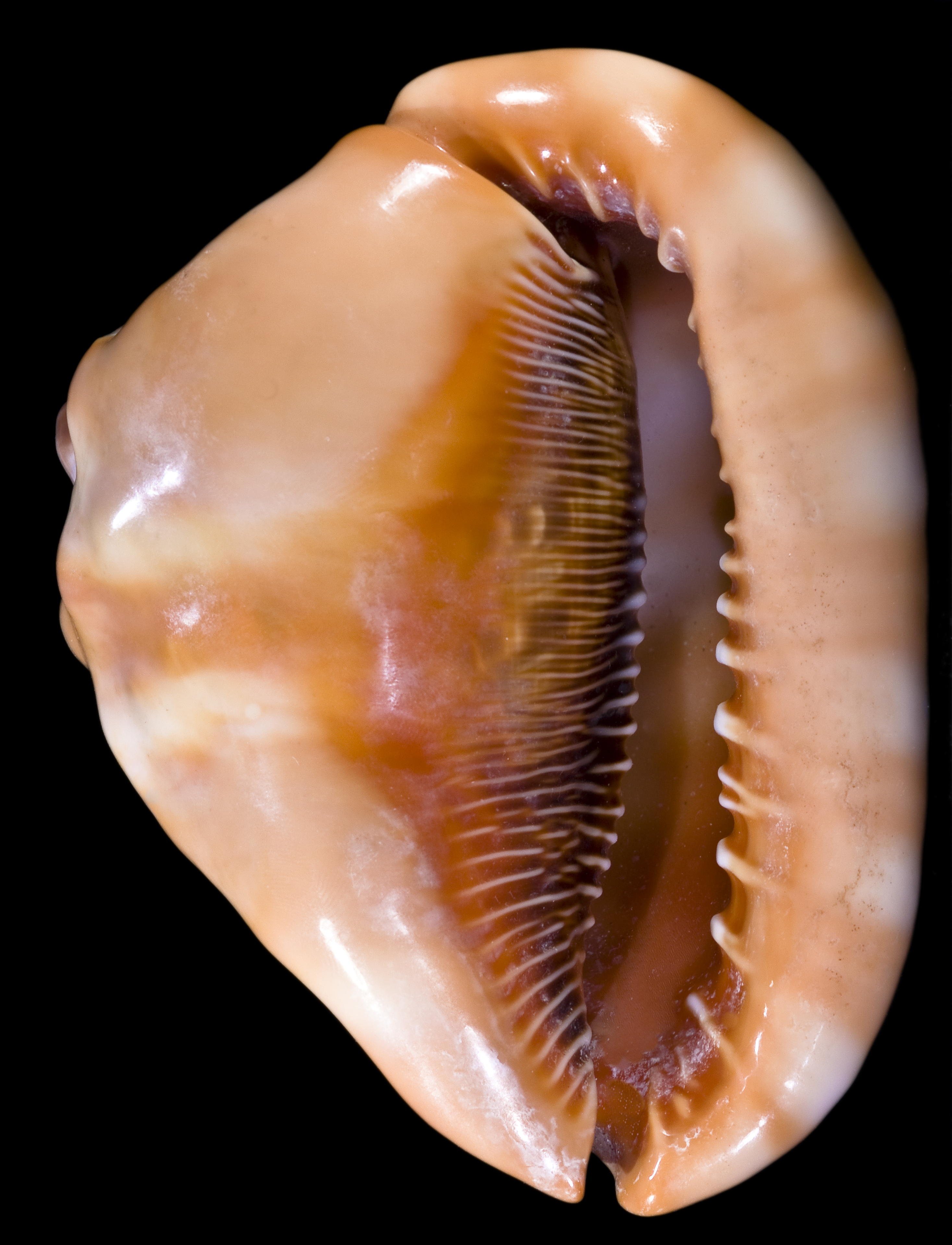
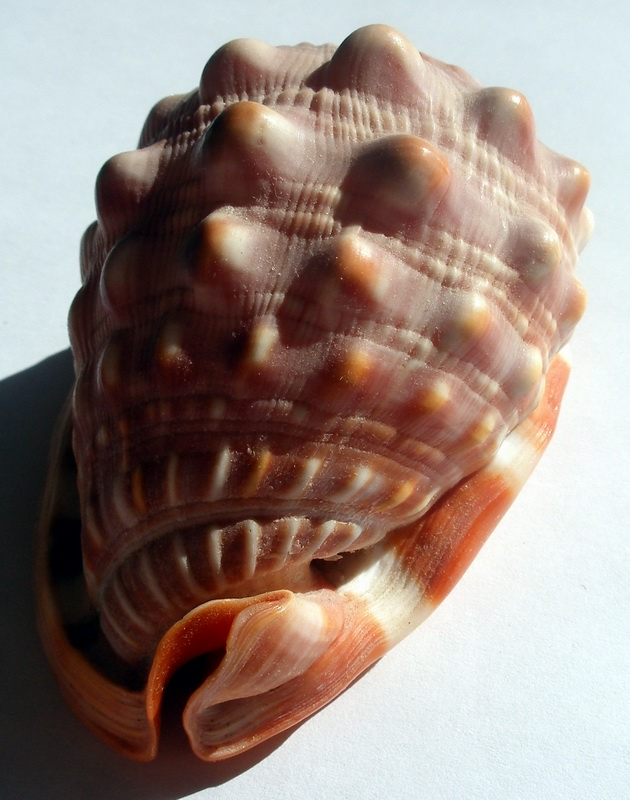
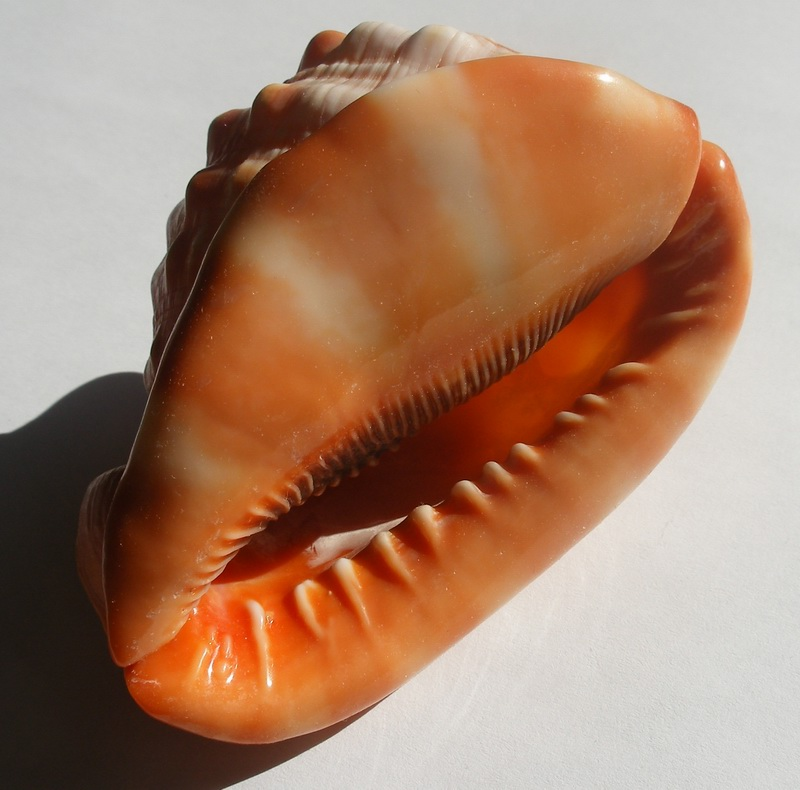